# Colletotrichum xanthorrhoeae
Colletotrichum xanthorrhoeae är en svampart som beskrevs av R.G. Shivas, Bathgate & Podger 1998. Colletotrichum xanthorrhoeae ingår i släktet Colletotrichum och familjen Glomerellaceae.   Inga underarter finns listade i Catalogue of Life.